# Jean Gaston Darboux
Jean Gaston Darboux (Nimes, 14 de agosto de 1842-París, 23 de febrero de 1917) fue un matemático francés. Realizó numerosas contribuciones importantes a la geometría y al análisis matemático, y fue el biógrafo de Henri Poincaré.

## Biografía

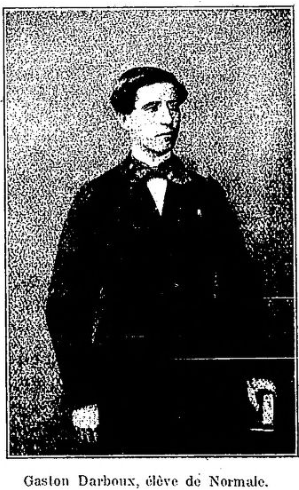
Darboux cuando era estudiante en la Escuela Normal, hacia 1865

Según su partida de nacimiento, nació en Nimes en Francia, el 14 de agosto de 1842, a la 1 de la madrugada. Sin embargo, probablemente debido al nacimiento a medianoche, el propio Darboux por lo general consideraba que su cumpleaños era el 13 de agosto, por ejemplo en su formulario para la Legión de Honor.
Sus padres fueron François Darboux, empresario de mercaderías, y Alix Gourdoux. El padre murió cuando Gastón tenía 7 años, y su madre emprendió un negocio de mercería con gran tenacidad e insistió en que sus hijos recibieran una buena educación. Gaston tenía un hermano menor, Louis, que enseñó matemáticas en el Liceo de Nimes durante casi toda su vida.
Estudió en el Liceo de Nimes y en el Liceo de Montpellier antes de ser aceptado con la mejor calificación en la Escuela Normal Superior en 1861, donde obtuvo su doctorado en 1866. Su tesis, escrita bajo la dirección de Michel Chasles, se tituló "Sur les faces orthogonales" (Sobre las caras ortogonales). Durante sus estudios en la Escuela Normal, también impartió conferencias en la Universidad de la Sorbona y en el Collège de France.
En 1870, cofundó la revista Bulletin des sciences mathématiques et astronomiques, llamada "Diario de Darboux" por sus contemporáneos matemáticos. El consejo editorial también estuvo formado por los matemáticos Paul Émile Appell, Émile Borel, Jacques Hadamard y Amedeo Guillet, con Darboux como presidente. La editorial era Henry Gauthier-Villars et Cle Éditeurs, ubicada en París.
En 1872, Darboux se casó con Amélie Célina Carbonnier (1848-1911), sombrerera originaria de Beauvais e hija del sastre Charles Louis Carbonnier y de Marie Victorine Anastase Hènocq. La pareja tuvo dos hijos, Jean-Gaston (1870-1921), que nació en la época del Sitio de París y más tarde se convirtió en zoólogo marino en la Facultad de Ciencias de Marsella, y Anaïs Berthe Lucie (1873-1970).
Participó en la fundación de la Escuela Normal Superior para Niñas en 1880, un instituto que tenía como objetivo la formación de educadoras y funcionaba en paralelo a la Escuela Normal Superior en la calle d'Ulm. Su primera directora fue Julie Favre.
Como matemático, realizó varias contribuciones importantes a la geometría y al análisis matemático (véase, por ejemplo, el artículo dedicado a las ecuaciones diferenciales lineales). Fue el biógrafo de Henri Poincaré y editó las Obras Escogidas de Joseph Fourier.
Entre sus alumnos figuraron Émile Borel, Élie Cartan, Édouard Goursat, Charles Émile Picard, Gheorghe Țițeica y Stanisław Zaremba;y continuó contribuyendo al Bulletin des sciences mathématiques francés incluso después de 1916.

## Reconocimientos
- En 1884, Darboux fue elegido miembro del Academia de Ciencias de Francia.
- En 1900, fue nombrado secretario permanente de la sección de Matemáticas de la Academia de Ciencias de Francia.
- En 1902, fue elegido miembro de Royal Society y de la American Philosophical Society;[7] y en 1916 recibió la Medalla Sylvester de la Sociedad.
- En 1908 fue nombrado orador plenario en el Congreso Internacional de Matemáticos de Roma.[8]

## Eponimia
Muchas ecuaciones y teoremas han sido bautizados en su honor.
- Ecuación de Darboux
- Ecuación de Euler-Poisson-Darboux
- Integral de Darboux
- Función de Darboux
- Problema de Darboux
- Teorema de Darboux en topología simplética
- Teorema de Darboux en análisis real, relacionado con el teorema del valor intermedio
- Transformación de Darboux
- Marco de Darboux
- Identidad de Christoffel-Darboux[9]
- Fórmula de Christoffel-Darboux[10]
- Fórmula de Darboux[11]
- Vector de Darboux[12]
- Ecuación de Euler-Darboux[13]
- Problema de Darboux[14] o de Goursat[15]

## Libros de Gaston Darboux
- Leçons sur la théorie générale des surfaces et les applications géométriques du calcul infinitésimal (vol. 1) (Gauthier-Villars, 1887-1896)
- Leçons sur la théorie générale des surfaces et les applications géométriques du calcul infinitésimal (vol. 2) (Gauthier-Villars, 1887-1896)
- Leçons sur la théorie générale des surfaces et les applications géométriques du calcul infinitésimal (vol. 3) (Gauthier-Villars, 1887-1896)
- Leçons sur la théorie générale des surfaces et les applications géométriques du calcul infinitésimal (vol. 4) (Gauthier-Villars, 1887-1896)